# Úspenka (Astracan)
|  | Per a altres significats, vegeu «Úspenka». |

Úspenka (en rus: Успенка) és un poble de l'óblast d'Astracan, a Rússia, segons el cens del 2010 tenia 987 habitants.